# I Robot
I Robot es el segundo álbum de estudio del grupo inglés de rock The Alan Parsons Project. Publicado el 1 de junio de 1977 por Arista Records se trata de un álbum conceptual, inspirado en el conjunto de relatos cortos Yo, Robot del escritor ruso-estadounidense Isaac Asimov.
Destaca por la utilización extensiva de las nuevas capacidades del sintetizador Moog de los estudios EMI, sello pionero en el uso de tales equipamientos que ya fueran utilizadas para el disco debut del mismo grupo Tales of Mystery and Imagination de 1976.

## Producción
El álbum está inspirado en las historias de Isaac Asimov sobre robots. Woolfson realmente habló con Asimov, quien se mostró entusiasmado con la idea. Como ya se habían concedido los derechos a una empresa de televisión/cine, el título del álbum fue alterado ligeramente eliminando la coma, y el tema y las letras fueron hechas para tratar más genéricamente sobre robots y la relación con el ser humano en vez de específicas al universo Asimov.
La cubierta interior decía: I Robot... The story of the rise of the machine and the decline of man, which paradoxically coincided with his discovery of the wheel... and a warning that his brief dominance of this planet will probably end, because man tried to create robot in his own image. (Yo Robot... La historia del ascenso de la máquina y el declive del hombre, que paradójicamente coincidió con su descubrimiento de la rueda... y una advertencia de que su breve dominio de este planeta probablemente terminará, porque el hombre trató de crear el robot a su propia imagen.)
El título de la canción final, «Genesis Ch.1 V.32», sigue este tema por lo que supone una continuación de la historia de la creación, ya que el primer capítulo del Génesis sólo tiene 31 versículos.
Eric Woolfson y Alan Parsons fueron los encargados de generar piezas tan eclécticas como originales. «I Robot», canción de apertura del álbum, ofrece un cuidadoso arreglo de sonidos sintetizados, instrumentos tradicionales y efectos de amplitud espacial manejando el retardo entre los canales estéreo, donde se puede apreciar la maestría de Alan Parsons como ingeniero de sonido. Otras canciones como «The Voice» hacen uso del dispositivo vocoder, innovador por aquellos tiempos, y también suenan como un grupo de rock más convencional en «Breakdown», esta última terminada con un segmento coral, arreglado por Andrew Powell.
Este álbum marca un estilo que podríamos seguir hacia atrás, partiendo desde el hito The Dark Side of The Moon de Pink Floyd en 1973, donde Alan Parsons trabajó como ingeniero de sonido. En cierto modo, la continuidad entre las canciones (gapless) y el uso de tomas múltiples de sonido fue también utilizado en Tales of Mystery and Imagination, indicando una conjunción de técnicas avanzadas de edición con instrumentos electrónicamente sintetizados.
El sonido de estos trabajos identifica el estilo inglés de esa época acompañado de una sólida formación musical de algunos integrantes como Powell, no dudando en incluir elementos de música clásica como corales y de instrumentos no tan tradicionales como arpas, y órganos de tubos (en Tales of Mystery and Imagination y en Pyramid). Particularmente el sonido del grupo, pulido hasta el extremo del perfeccionismo de Alan Parsons, hacen que I Robot tenga un impecable registro acústico, seguido de una calidad musical sorprendente.
La influencia de Yo, Robot de Isaac Asimov se nota en canciones como «Breakdown» y «I Wouldn't Want to Be Like You», donde podemos entrever la desesperación de la máquina ante el querer ser hombre, vivir y sentir como un ser humano, y al mismo tiempo, rechazar la naturaleza humana o más bien su lado negativo, su debilidad justamente humana.
Más de 30 años después, el sonido inigualable de la apertura del álbum nos dice que ciertas obras musicales son inmunes al paso del tiempo: I Robot podría bien pasar por un álbum grabado en el siglo XXI. Este es quizás, el legado más importante de esos años, el resistir las modas y el paso del tiempo, que es justamente lo que sin duda The Alan Parsons Project quiso lograr. I Robot llegó al puesto 9 en la lista de Billboard en Estados Unidos.

## Lista de canciones
Todas las canciones compuestas por Alan Parsons y Eric Woolfson excepto «Total Eclipse» compuesta por Andrew Powell.
Lado A
1. «I Robot» – 6:02
2. «I Wouldn't Want to Be Like You» (con Lenny Zakatek) – 3:22
3. «Some Other Time» (con Peter Straker & Jaki Whitren) – 4:06
4. «Breakdown» (con Allan Clarke) – 3:50
5. «Don't Let It Show» (con Dave Townsend) – 4:24

Lado B
1. «The Voice» (con Steve Harley) – 5:24
2. «Nucleus» – 3:31
3. «Day After Day (The Show Must Go On)» (con Jack Harris) – 3:49
4. «Total Eclipse» – 3:09
5. «Genesis ch.1 v.32» – 3:28

## Personal
- Alan Parsons: Proyectrón, programación de secuenciador SynthiA, guitarra acústica, vocoder, loops de cinta, efectos de sonido, ingeniero de grabación y productor. Coro en Day After Day (The Show Must Go On).
- Eric Woolfson: Clave, teclados, piano Wurlitzer, órgano, piano y productor ejecutivo. Coro en Day After Day (The Show Must Go On).
- Hilary Western: Voz soprano en I Robot.
- Duncan Mackay: Sintetizador Yamaha CS10, sintetizadores y teclados.
- John Leach: Cimbalom y kantele.
- Ian Bairnson: Guitarras. Coro en Day After Day (The Show Must Go On).
- David Paton: Bajo y guitarra acústica. Coro en Day After Day (The Show Must Go On).
- Stuart Tosh: Batería, percusión y gongs de agua.
- El Coral Inglés: Coro.
- Bob Howes: Director de coro.
- Andrew Powell: Arreglos y dirección de sesión de cuerdas y coro. Órgano Hammond en Day After Day (The Show Must Go On).
- Lenny Zakatek: Voz en I Wouldn't Want to Be Like You.
- Peter Straker: Voz en Some Other Time.
- Jaki Whitren: Voz en Some Other Time.
- Tony Rivers: Coro.
- John Perry: Coro.
- Stuart Salver: Coro.
- El Nuevo Coro de Philarmonia: Coro.
- John Wallace: Trompeta pícolo en Don't Let It Show.
- Allan Clarke: Voz en Breakdown.
- Dave Townsend: Voz en Don't Let It Show.
- Steve Harley: Voz en The Voice.
- B.J. Cole: Guitarra pedal steel en Day After Day (The Show Must Go On).
- Jack Harris: Coro en Day After Day (The Show Must Go On).